# Кеті Ферґюсон
Кеті Ферґюсон (англ. Cathy Ferguson, 22 липня 1948) — американська плавчиня.
Олімпійська чемпіонка 1964 року.
Призерка Панамериканських ігор 1963, 1967 років.